# Karl Hanke
Karl August Hanke (24. srpna 1903 Lauban – 8. června 1945 Nová Ves nad Popelkou) byl německý politický funkcionář, od dubna do května 1945 říšský vůdce Schutzstaffel. V květnu 1945 byl umístěn do zajateckého tábora a 8. června byl při pokusu o útěk zabit českými komunisty.

## Mládí
Narodil se 24. srpna 1903 v Laubanu (dnešní Lubáň) v Pruském Slezsku. Jeho starší bratr padl v první světové válce. Navštěvoval gymnázium. V letech 1920–1921 sloužil jako dobrovolník v Reichswehru.

## Druhá světová válka
V červenci 1939 byl Hanke povolán k vojenské službě. Od září do října 1939 sloužil u 3. tankové divize v Polsku. Mezi květnem a červnem 1940 sloužil u 7. tankové divize ve Francii, které velel Erwin Rommel. Hanke měl s Rommelem velmi vřelý vztah. Byl vyznamenán Železným křížem I. a II. třídy. Z wehrmachtu byl propuštěn v roce 1941 v hodnosti nadporučíka (oberleutnant).
Dne 27. ledna 1941 byl jmenován do funkce Gauleitera nově vzniklé župy Dolní Slezsko, jejímž hlavním městem byla Breslau (dnešní Vratislav). Na začátku února byl jmenován Oberpräsidentem provincie Dolní Slezsko. Dne 9. února se stal říšským komisařem obrany Wehrkreisu (vojenský okruh) VIII, který zahrnoval župy Dolní Slezsko a Horní Slezsko a Říšskou župu Sudety. Na jaře roku 1941 byl Heinrichem Himmlerem povýšen do hodnosti Gruppenführera. Během svého působení ve funkci Gauleteira nechal v Breslau popravit více než 1 000 lidí, čímž si vysloužil přezdívku „kat z Breslau“.
Hanke měl v Breslau dlouholetý poměr s baronkou Fredou von Fircks, dcerou bohatého statkáře a učitele na Humboldtově univerzitě. Vzali se 25. listopadu 1944 poté, co se jim v prosinci 1943 narodila dcera.

## Hodnosti v rámci SS
- Anwärter – 15. února 1934[13]
- Sturmbannführer – 1. července 1934[3]
- Obersturmbannführer – 20. dubna 1935[3]
- Standartenführer – 15. září 1935[3]
- Oberführer – 20. dubna 1937[3]
- Brigadeführer – 30. ledna 1941[3]
- Gruppenführer – 20. dubna 1941[3]
- Obergruppenführer – 30. ledna 1944[3]
- Říšský vůdce SS a šéf německé policie – 29. dubna 1945[14]

## Vyznamenání
- Čestný prýmek starého bojovníka[15]
- Čestný prsten SS[15]
- Čestný meč říšského vůdce SS[15]
- Zlatý stranický odznak[15]
- Služební vyznamenání SS – II., III. a IV. třída
- Služební vyznamenání NSDAP – bronzové a stříbrné[15]
- Válečný záslužný kříž – I. a II. třída, oba bez mečů[15]
- Německé olympijské vyznamenání – I. třída[15]
- Německý jezdecký odznak – stříbrný[15]
- Odznak za zranění – černý[15]
- Tankový bojový odznak – stříbrný[15]
- Železný kříž z roku 1939 – I. a II. třída[16]
- Odznak Hitlerjugend – zlatý s dubovými listy[15]
- Německý řád[15]